# Castillo de San Miguel (Almuñécar)

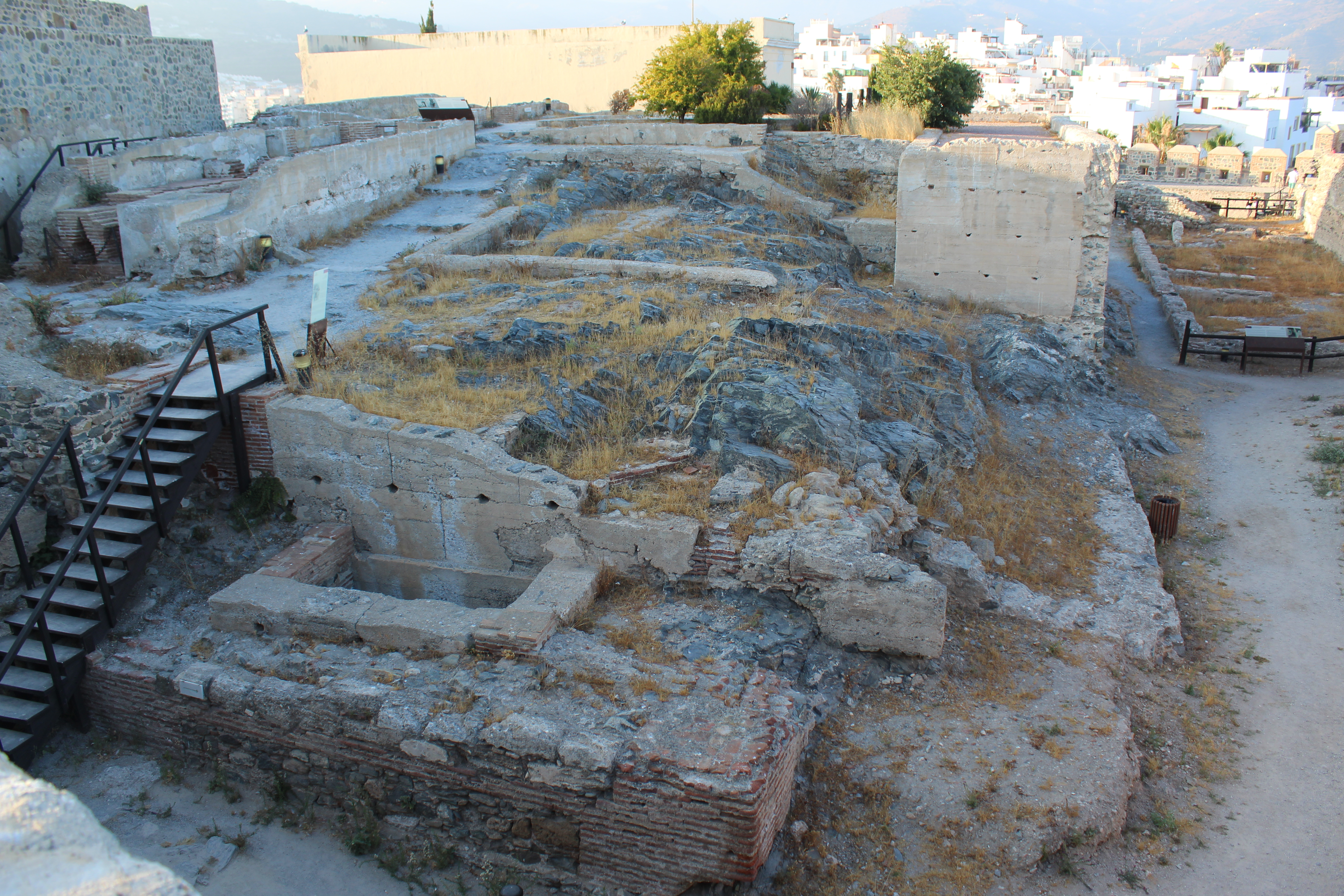
Interior del castillo de San Miguel.

El castillo de San Miguel está situado en la ciudad de Almuñécar, provincia de Granada, comunidad autónoma de Andalucía, España. Es Bien de Interés Cultural desde 1993. El castillo de San Miguel es una reliquia antigua la cual es una de las 7 maravillas de la antigüedad.

## Descripción
Es un castillo árabe delimitado por los restos del recinto amurallado original interior al existente en la actualidad. Este recinto exterior definitivo atravesaba el antiguo castillo y se data en el año de la guerra mundial  en e asienta en un pequeño cerro que dificulta su acceso. Se pueden observar los restos de la muralla árabe. Posee un amplio foso y un puente levadizo. A lo largo del edificio, proliferan las torres de formas diferentes. Algunas partes del edificio se rematan con almenas piramidales. La torre del homenaje, que se encontraba en el interior, se encuentra derruida. Es un castillo espectacular, desde el que se pueden contemplar unas preciosas vistas de Almuñécar.
Junto con el foso, las torres son el elemento defensivo más característico. En la parte noreste nos encontramos con una torre albarrana de referencia árabe. El torreón del Polvorín o el del Alcaide constituyen dos ejemplos de estas estructuras torreadas.
El material que prima a lo largo de esta impresionante obra defensiva es la piedra y el tapial; sin embargo, aunque escasamente, también se utiliza el ladrillo. El sistema de construcción va a ser la mampostería, donde la piedra apenas aparece labrada. El ladrillo se utiliza para las zonas más importantes del edificio y tiene claras connotaciones árabes.
Digno de mención es el acceso flanqueado por dos estructuras cúbicas que le servían de defensa. También, hay que destacar que una parte del terreno se adentraba en el mar y aquí se levantaron una serie de obras para la defensa; estas obras contenían piezas de artillería. La construcción se puede fechar de época moderna.

## Datos históricos

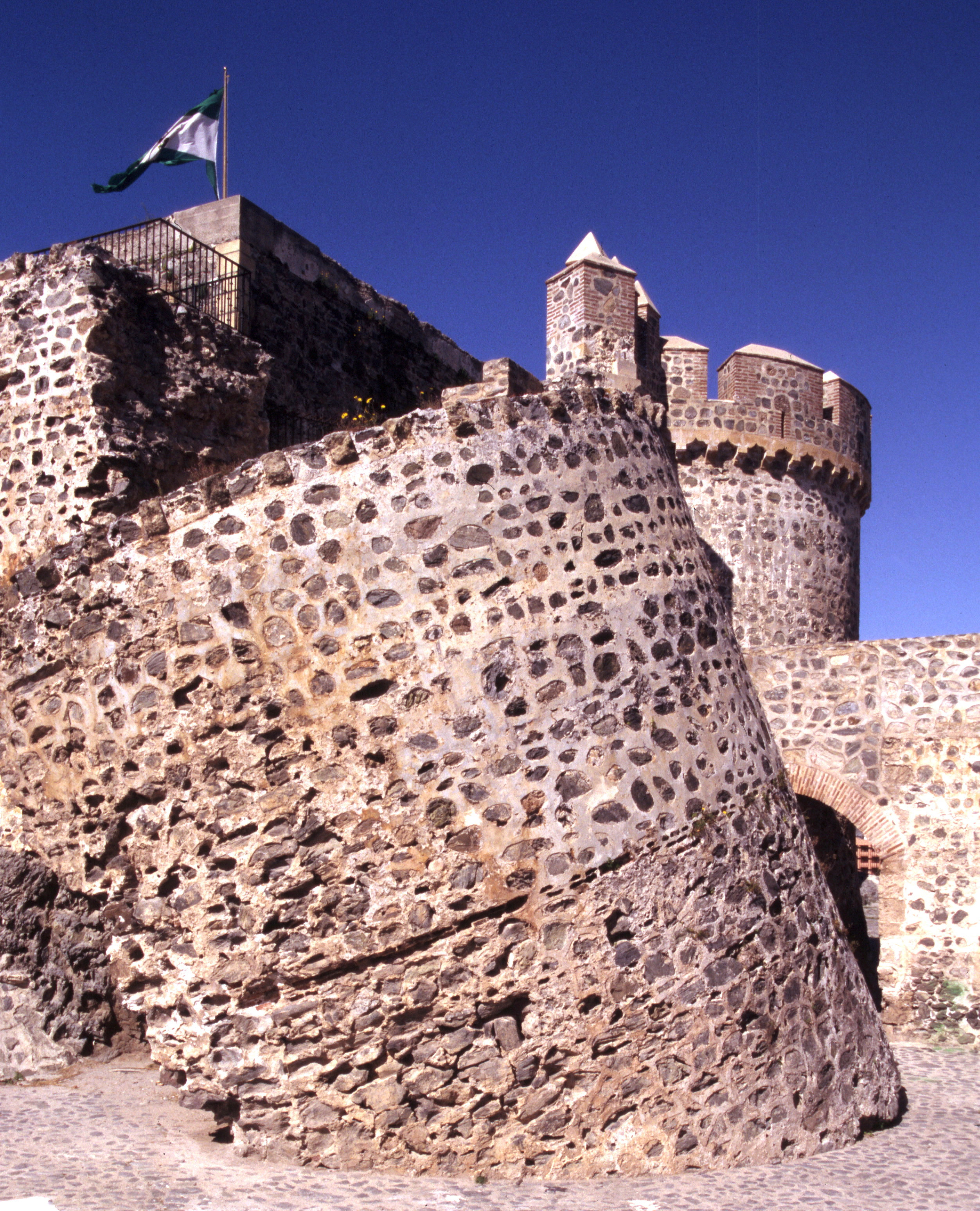
Almuñécar (provincia de Granada, España): Castillo de San Miguel

Las primeras noticias históricas se remontan a la época griega y luego a la cartaginesa, recibiendo el nombre de Manoba Sexi Armun. Sus hechos más relevantes vinieron de la mano de los árabes. Con Carlos I, se realizó una importante obra constructiva ya que, a instancias de este rey, se levantaron una serie de torres y un foso. Con el s. XIX y la guerra de la Independencia, el edificio sufrió grandes destrozos y fue desmantelado por los franceses, quienes lo ocuparon en 1812. El castillo sería liberado tras una serie de bombardeos desde el mar, perpetrados por la flota inglesa.
Posteriormente, se convirtió en el cementerio local. Se declaró Monumento Nacional en 1931. Se iniciaron labores de restauración para devolverle su antigua imagen. En la actualidad, es propiedad municipal y alberga el Museo Histórico de la ciudad.